# Boulengerula niedeni
Boulengerula niedeni é uma espécie de gimnofiono da família Herpelidae, sendo endêmico da Colina Sagalla, no Quênia. Possui tentáculos sensoriais, que não são visíveis a olho nu, na lateral da cabeça, e possui o corpo parecido com a de uma cobra ou a de um verme. O comprimento médio dos machos varia entre 16 e 28 centímetros e o das fêmeas entre 15 e 27,5 centímetros. Sua coloração varia entre o marrom-claro e o cinza-escuro, sendo levemente mais claro no ventre. Não se conhece a fundo a sua reprodução, mas supõe-se que seus ovos são depositados em buracos no solo e que possuem desenvolvimento direto, sem ter uma fase larval aquática. Quando são jovens, se alimentam da pele da mãe, até conseguirem ficar independentes, passando a comer minhocas e cupins. Seu epíteto específico é uma homenagem ao herpetologista alemão Fritz Nieden, pelas suas inúmeras descobertas na herpetologia africana.